# Albrecht Friedrich (Preußen)

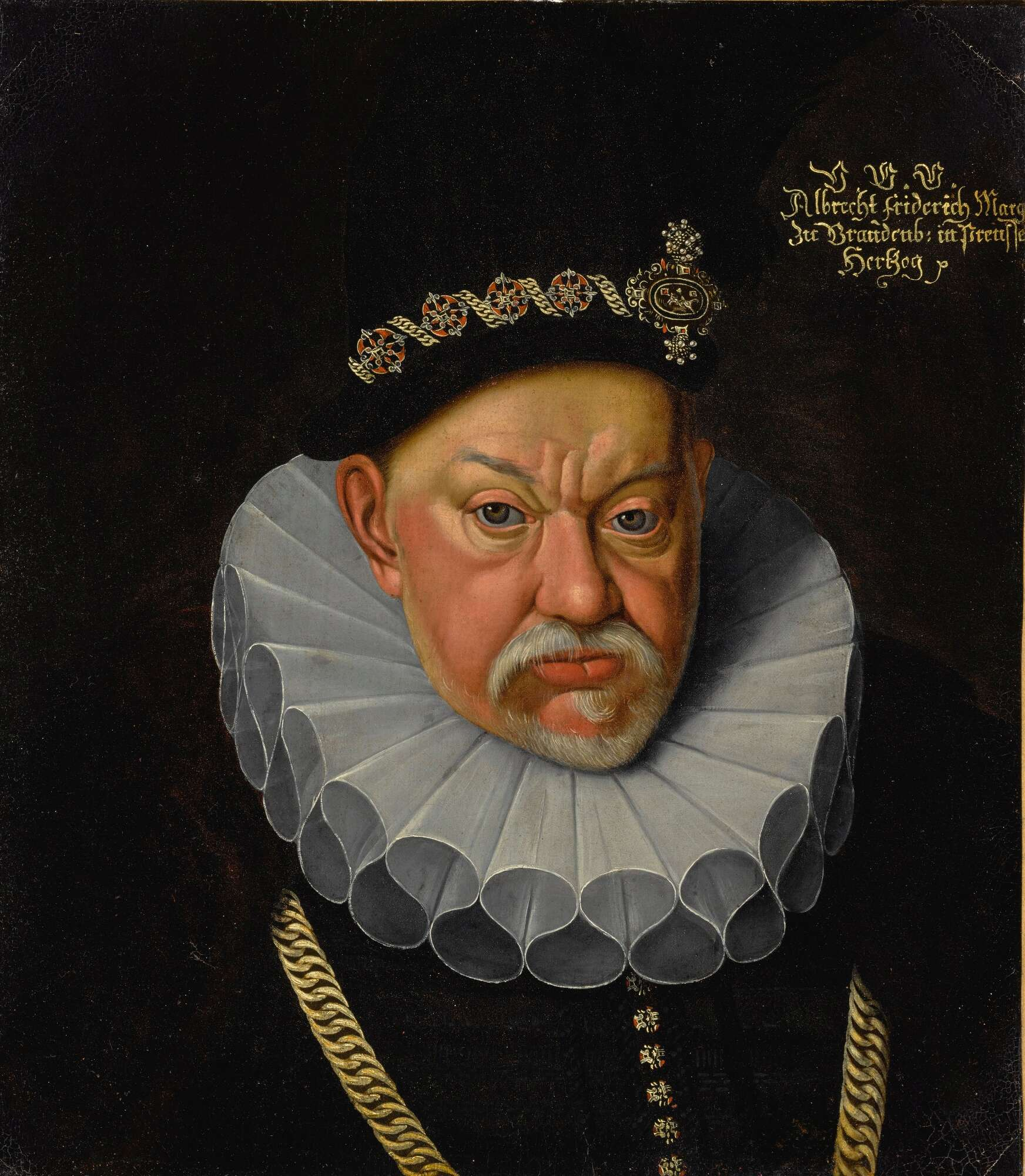
Herzog Albrecht Friedrich

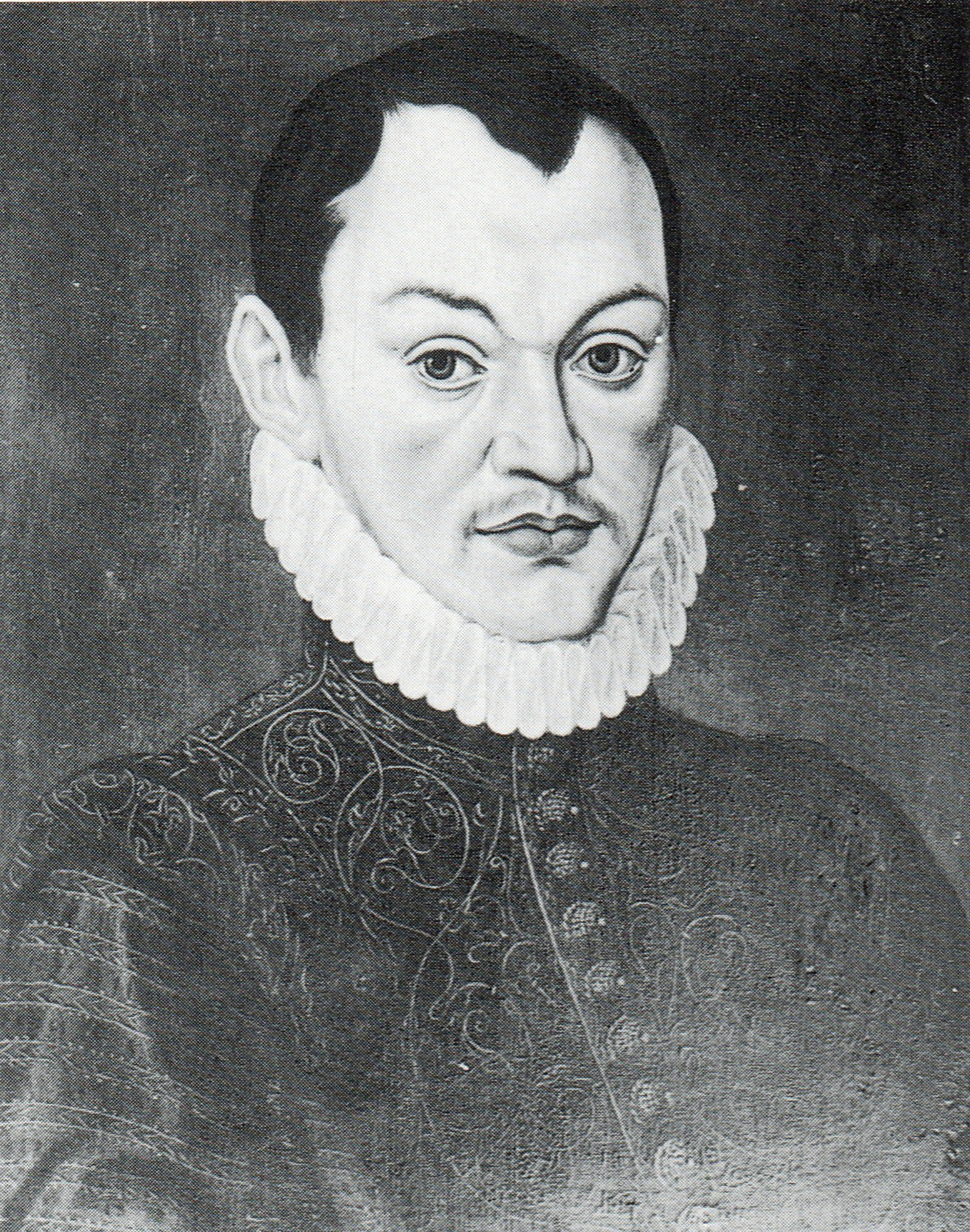
Albrecht Friedrich als junger Herzog

Albrecht Friedrich von Preußen (* 29. April 1553 in Königsberg; † 27. August 1618 in Fischhausen) war seit 1568 Herzog in Preußen.

## Leben
Albrecht Friedrich war ein Sohn des ersten Herzogs in Preußen, Albrecht von Brandenburg-Ansbach, und seiner zweiten Frau Anna Maria von Braunschweig (1532–1568), einer Tochter Herzogs Erich I. von Braunschweig-Wolfenbüttel. Er war das zweite Kind aus dieser Verbindung und wurde auf der Burg Neuhausen im Samland geboren. Seine ältere Schwester war die Markgräfin Elisabeth (* 20. Mai 1551; † 19. Februar 1596). Zudem hatte er eine Halbschwester Anna Sophie aus der ersten Ehe seines Vaters mit Dorothea von Dänemark, die fünf weitere Kinder geboren hatte, die allerdings bereits vor seiner Geburt verstorben waren.
Albrecht Friedrich erhielt, als einzig verbliebener männlicher Nachfahre des Herzogs, ab dem 7. Lebensjahr eine sorgfältige Erziehung und eine gründliche geistige Ausbildung. Er entwickelte sich gut, sowohl, was den Charakter, als auch, was die Fortschritte im Unterricht betraf. Am 20. März 1568 verlor er jedoch beide Eltern, die an der Pest starben, und wurde Nachfolger seines Vaters als Herzog in Preußen. Da er zu diesem Zeitpunkt erst 14 Jahre alt war, sollten, so sah es das väterliche Testament vor, die vier Regiments- oder Oberräte bis zu seinem 18. Lebensjahr die Vormundschaft führen. Im Bund mit der Geistlichkeit, allen voran Heshusius, Bischof von Samland, tyrannisierten diese den jungen, verwaisten, jeder Stütze beraubten Fürsten so sehr, dass er bald nach seinem 1571 erfolgten Regierungsantritt in Depressionen verfiel. Er hatte weder treue Freunde noch Berater oder Verwandte um sich, denen er vertrauen konnte, und zudem hielt sich das Gerücht, dass seine Mutter am Tag des Todes seines Vaters einem Giftanschlag zum Opfer gefallen und auch er selbst Ziel dieses Anschlags gewesen sei. Die führte schon bald zu einer fortschreitenden geistigen Verwirrtheit des Herzogs, der sich mehr und mehr in sich selbst zurückzog. Schon bald nachdem er erfolgreich bei Wilhelm dem Reichen und Maria von Habsburg um die Hand ihrer Tochter angehalten hatte, verschlechterte sich sein Gemütszustand. Wiederholt äußerte er den Verdacht, dass man ihm nach dem Leben trachte, eine Vorstellung, die ihn von da an nicht mehr losließ. Teilweise verweigerte er Speise und Trank, weil er fürchtete, sie enthielten Gift. Die Geistlichen, denen er nicht traute, sollen auswärtigen Ärzten, die ihm empfohlen worden waren, den Zutritt verweigert haben. Aufgrund seiner Krankheitsschübe wurde er für regierungsunfähig erklärt. Am 22. September 1577 wurde Markgraf Georg Friedrich von Brandenburg-Kulmbach und Brandenburg-Ansbach vom polnischen König Stephan Báthory, dem damaligen Lehnsherrn über Preußen, zum Administrator des Herzogtums bestellt und 1578 mit dem Herzogtum belehnt.
Ihm folgten als Regenten 1603 Kurfürst Joachim Friedrich und 1608 dessen Sohn Johann Sigismund, der durch seine Ehe mit Albrechts ältester Tochter Anna dessen Schwiegersohn wurde.

## Familie
Am 14. Oktober 1573 heiratete der Herzog Marie Eleonore von Jülich-Kleve-Berg (1550–1608). Aus dieser Ehe entstammten sieben Kinder:
- Anna (1576–1625) ⚭ 20. oder 30. Oktober 1594 Kurfürst Johann Sigismund von Brandenburg (1572–1620)
- Marie (1579–1649) ⚭ 9. Mai 1604 Markgraf Christian von Brandenburg-Bayreuth (1581–1655)
- Albrecht Friedrich (* 1. Juni 1580; † 8. Oktober 1580)
- Sophie (* 31. März 1582; † 4. Dezember 1610) ⚭ 5. Januar 1609 Herzog Wilhelm Kettler von Kurland (1574–1640)
- (Maria) Eleonore (1583–1607) ⚭ 2. November 1603 Kurfürst Joachim Friedrich von Brandenburg (1546–1608)
- Wilhelm Friedrich (* 23. Juni 1585; 18. Januar 1586)
- Magdalene Sibylla (1586–1659) ⚭ 29. Juli 1607 Kurfürst Johann Georg I. von Sachsen (1585–1656)

Albrecht Friedrich starb in völliger geistiger Verwirrtheit 1618 in Fischhausen, ohne einen männlichen Erben zu hinterlassen. Damit fiel sein Herzogtum an die brandenburgische Linie der Hohenzollern.